# دراسات الإعاقة في التعليم
دراسات الإعاقة في التعليم هي مجال دراسي أكاديمي يهتم بأبحاث وممارسات التعليم المتعلقة بالإعاقة. يعزز علماء دراسات الإعاقة في التعليم فهم الإعاقة من منظور النموذج الاجتماعي للإعاقة بهدف "تحدي النماذج الاجتماعية والطبية والنفسية للإعاقة كما تتعلق بالتعليم". يضع منظور دراسات الإعاقة في التعليم الإعاقة ضمن السياق الاجتماعي والسياسي ويهتم بحقوق الطلاب ذوي الإعاقة المدنية والإنسانية، بما في ذلك قضايا الإنصاف والوصول والشمول في البيئات التعليمية والمناهج والأنشطة.
ظهرت دراسات الإعاقة في التعليم كجزء من المجال الأوسع والمتعدد التخصصات لـ دراسات الإعاقة وكناقد تربية خاصة (SPED)، الذي يهدف إلى تحسين أداء الأفراد ذوي الإعاقة من خلال التركيز على تغيير بيئاتهم التعليمية والقيود المفروضة عليهم لتعزيز النمو والفرص. يركز الناقد على تحسين النتائج للأفراد ذوي الإعاقة دون وصمهم، على أمل بناء مجتمع أكثر تقبلاً للأفراد ذوي الإعاقة. على النقيض من ذلك، يجادل مؤيدو دراسات الإعاقة في التعليم بأن التعليم يجب أن يكون شاملاً للطلاب ذوي الإعاقة وغير ذوي الإعاقة لتعزيز الوعي وفهم الإعاقة بشكل أفضل. يفتقر الناقد إلى تحدي النموذج الاجتماعي للإعاقة، وهو ما يظهر في دراسات الإعاقة في التعليم.
تُعد دراسات الإعاقة في التعليم أحد تجليات حركة حقوق المعاقين. جذورها في الولايات المتحدة، لكن آثارها قد تكون محسوسة على مستوى عالمي. مع دخول اتفاقية الأمم المتحدة اتفاقية حقوق الأشخاص ذوي الإعاقة حيز التنفيذ، يمكن أن تمتد القضايا التي تؤكد عليها دراسات الإعاقة في التعليم إلى الجهود المبذولة لمحاسبة الدول على فشلها في خدمة مجموعة من المجتمعات ذات الإعاقة.

## تاريخ
أصبحت دراسات الإعاقة في التعليم أكثر بروزًا في التسعينيات عندما أصبح المربون قادة ضمن جمعية دراسات الإعاقة (SDS) وأصبح البحث أكثر وضوحًا في مجتمع دراسات الإعاقة في الولايات المتحدة. أصبحت الجمعية مكانًا في الولايات المتحدة يُطلق عليه "مركز دراسات الإعاقة"، وعقدت أيضًا مؤتمرات وامتلكت مجلة بعنوان Disability Studies Quarterly. كان في طليعة الجمعية ثلاثة أعضاء من دراسات الإعاقة في التعليم، وهم فيل فيرغسون وسوزان جابل وسوزان بيترز. في التسعينيات، كان هؤلاء الأفراد الثلاثة نشطين للغاية في مجال دراسات الإعاقة، محافظين على ظهور العلاقة بين البحث التعليمي ومجتمع دراسات الإعاقة في الولايات المتحدة. في أواخر التسعينيات، أصبحت دراسات الإعاقة في التعليم أكثر شهرة في أوروبا وأستراليا ونيوزيلندا.
يعتقد البعض أن توسع وتشكيل دراسات الإعاقة في التعليم كان نتيجة لمؤتمر دولي صغير تم تمويله من قبل مؤسسة سبنسر واستضافته ليندا وير. تحدى هذا المؤتمر الذي عقد في عام 1999 الطريقة التي أدت بها الأيديولوجية الحالية إلى تقليص التعليم الشامل وانتقد نظام التعليم الخاص. أيضًا في عام 1999، قدم سكوت دانفورث اقتراحًا بعنوان طرق بناء حياة وإعاقات: حالة الاستفسار المفتوح إلى المؤتمر الوطني لجمعية الأشخاص ذوي الإعاقات الشديدة (TASH). أدى ذلك إلى طرح أسئلة حول أهمية البحث ثم توسع ما يُعتبر بحثًا شرعيًا في مجلات التعليم الخاص والمؤتمرات، وما إلى ذلك. كما أدى ذلك إلى طرق جديدة لتخيل طريقة مختلفة لتعليم الطلاب ذوي الإعاقة. أصرت سوزان جابل وليندا وير على ربط التعليم الخاص بالمجال الأكاديمي لدراسات الإعاقة. ومن هناك، تعززت دراسات الإعاقة في التعليم كأحد التخصصات المستقلة.

## الأسس
تستند منح دراسات الإعاقة في التعليم إلى مفهوم اجتماعي للإعاقة يحدد الحواجز والمواقف والإجراءات التي تستبعد الأفراد ذوي الإعاقة بشكل منهجي من المجتمع. قد تشمل هذه الحواجز نقص الموارد للطلاب والمعرفة حول كيفية تعليم الأفراد ذوي الإعاقة بفعالية. هو رد فعل على النموذج الطبي للإعاقة الذي يضع الأشخاص ذوي الإعاقة كأشخاص لديهم قيود تتجاوز الحدود "العادية" أو النموذجية التي تتطلب علاجًا وتدخلًا. قد تشمل أمثلة النموذج الطبي وجود المتخصصين في خطة التعليم الفردي (IEP) كسلطة، وهدفهم هو إصلاح الإعاقة أو "تطبيع" الفرد. تستند دراسات الإعاقة في التعليم إلى النظريات الاجتماعية حول الانحراف (علم الاجتماع)، الوصمة ونظرية الوصم كإنشاء اجتماعي. بحلول عام 1970، ظهرت انتقادات للتسمية في التعليم الخاص، والتي تعرف الآن بـتمييز ضد ذوي الاحتياجات الخاصة. يتم مكافحة التمييز ضد ذوي الإعاقة في المدارس من خلال إدراك المربين وتحدي فكرة الطبيعي، بالإضافة إلى دمج برامج فردية تعترف بالإعاقة بينما تخلق فرص التعلم لتعزيز المشاركة في الصف مع الزملاء. تشير كاسترودال إلى الحاجة إلى فحص المناهج الدراسية وطرق التدريس التي تعزز المعايير المميزة ضد الأشخاص المصابين بأمراض عقلية وذوي الإعاقة من خلال الابتكار التربوي والأساليب المؤكدة لتعليم وتعلم المواضيع المعاقين - مستمدة من معارف الأشخاص ذوي الإعاقة أنفسهم لتحويل التعليم.
يضع النموذج الاجتماعي للإعاقة التفاوتات الجسدية والعقلية والنفسية والحسية والعاطفية كظواهر طبيعية، وبالتالي يتطلب تغييرات اجتماعية في الاستجابة لتلك التفاوتات. وبالتالي، لا تكمن المشكلة في الفرد ذي الإعاقة، بل في المواقف تجاه ومعاملة الأشخاص ذوي الإعاقة. تنطلق وجهة نظر دراسات الإعاقة في التعليم من الاعتقاد بأن الاستجابة الاجتماعية الجماعية للإعاقة أدت إلى عدم المساواة المنهجي، الاستبعاد الاجتماعي، التمييز، والقمع. هناك أيضًا اعتراف بأن الإعاقة هي شكل من أشكال الفردية والهوية الجماعية. نظرًا لأن الهويات الفردية معقدة وتقاطع أشكال التمييز (مثل العرق، الجنس، الطبقة الاجتماعية، التوجه الجنسي)، فإن هناك طرقًا متنوعة قد يعرّف بها الأفراد أنفسهم كأشخاص ذوي إعاقة. يمكن دعم دراسات الإعاقة في التعليم بقوانين تجعل التمييز ضد الأشخاص ذوي الإعاقة غير قانوني (مثل الفقرة 504 من قانون إعادة التأهيل).

## القضايا
تتعلق دراسات الإعاقة في التعليم بالقضايا الحاسمة المتعلقة بتعليم الأشخاص الذين يُعرفون على أنهم ذوي إعاقة. الأسئلة المركزية التي تهم الباحثين في هذا المجال هي:
1. ما هو التعليم المناسب للطلاب ذوي الإعاقة؟
2. ما هي الانتقادات الموجهة إلى النموذج الطبي للإعاقة في التعليم؟
3. ما الذي يُعتبر بحثًا واستفسارًا؟
4. ما هو الاندماج ومن يُضمنه؟

### التعليم المناسب للطلاب ذوي الإعاقة
يدعم علماء دراسات الإعاقة التعليمية النشاط الأكاديمي من خلال سعيهم لمواجهة الخطاب السائد الذي يصور الطالب المعاق على أنه يعاني من نقص وغير طبيعي. ينتقدون التربية الخاصة باعتبارها استجابة غير كافية للإعاقة، حيث تسعى إلى تعديل الفرد ليتماشى مع المعايير السائدة. إنهم يروجون لمنظور عدالة اجتماعية حيث يكون الهدف من التعليم هو قبول ورعاية جميع الطلاب. تحديد ما هو مناسب وما هو غير مناسب يمكن أن يكون صعبًا بدون معرفة التعريف. يمكن تعريف التعليم المناسب للطلاب ذوي الإعاقة وفقًا لـ قانون تعليم الأفراد ذوي الإعاقة كـ تعليم حكومي ملائم مجاني (FAPE). يشمل ذلك خدمات تعليمية تلبي احتياجات الفرد بنفس المستوى الذي يتلقاه الطلاب غير المعاقين. التركيز على احتياجات الطفل هو أمر ضروري في إنشاء خطة تعليمية مناسبة. يشمل ذلك أيضًا أن يكون في البيئة الأقل تقييدًا الممكنة. عند تصميم خطة تعليمية مناسبة للطلاب ذوي الإعاقة، يجب أن تكون الخدمات مصممة لتلبية احتياجاتهم التعليمية، مع عدم استبعادهم جسديًا من البيئة التعليمية العامة. وهذا يعني أيضًا أن الطالب ذي الإعاقة يجب أن يتلقى نفس جودة الخدمات التعليمية التي يتلقاها الطالب غير المعاق. يجب عقد اجتماعات دورية لـ برنامج التعليم المنفرد (IEP) مع فريق الـ IEP لإجراء إعادة تقييم. يحق للوالدين أو الأوصياء القانونيين المشاركة في هذه الاجتماعات، مراجعة السجلات، وتحدي القرارات المتعلقة بالبرنامج التعليمي الفردي أو أماكن التعليم. وأخيرًا، يجب أن يكون للطلاب ذوي الإعاقة القدرة على المشاركة أو تجربة الخدمات غير الأكاديمية والأنشطة اللامنهجية مثل التربية البدنية، والنقل، والمجموعات أو النوادي التي ترعاها المدرسة.

### الانتقادات الموجهة للنموذج الطبي في التعليم
يتعرض استخدام النموذج الطبي للإعاقة في التعليم لانتقادات شديدة من قبل علماء دراسات الإعاقة التعليمية. يفترض النموذج الطبي للإعاقة أن إعاقة الشخص تحد من استقلاليته وبالتالي يجب "إصلاحها/معالجتها". في مجال التعليم، يتحمل الطالب المسؤولية للعمل بجد لإصلاح/معالجة إعاقته، وليس على المجتمع إزالة الحواجز. وعلى الرغم من أن الطالب هو من يتحمل مسؤولية السعي نحو "الطبيعية"، إلا أنه ليس هو السلطة. المهنيون هم من يتخذون الدور السلطوي على مقدمي الرعاية/الطالب، وإذا اعتقد المهنيون أنهم لا يستطيعون "إصلاح" الطالب، فقد يؤدي ذلك إلى الاستبعاد الاجتماعي أو التعليمي. يعد الاستبعاد نتيجة للنموذج الطبي لأنه يؤكد على "دور المريض"، مما يعزز المواقف الوصمية تجاه الطلاب ذوي الإعاقة. في الواقع، فإن هذه المواقف نفسها مضللة لأن العديد من صعوبات التعلم ليست ناتجة عن عوامل بيولوجية ولا تحتاج إلى خدمات طبية مستمرة.

### البحث والتحقيق
يتحدى علماء دراسات الإعاقة التعليمية المنهجيات البحثية التي تخدم موضوعية وتهميش وقمع الأشخاص ذوي الإعاقة. إنهم يشجعون على البحث الذي يتم إنشاؤه من قبل الأشخاص ذوي الإعاقة ويكون مسؤولاً تجاههم، بدلاً من تصويرهم كمواضيع. ويعترفون بقيمة النهج متعددة التخصصات داخل وخارج المجال التعليمي ويشجعون على التفاعل بين الباحثين من وجهات نظر تخصصية متنوعة. يعتمد البحث في مجال دراسات الإعاقة التعليمية على من يروي قصتهم، ومن يتم تسجيلهم في البحث. لا يهدف البحث إلى استبعاد بعض أصوات مجتمع ذوي الإعاقة، بل إلى تضخيم جميع الأصوات لمشاركة قصصهم. يُعتبر البحث في دراسات الإعاقة التعليمية أداة قوية لأنه يمكن أن يُستخدم كوسيلة لتحقيق العدالة والشمولية والكرامة للآخرين في المجتمع الذين يستحقون ذلك. لا توجد أدلة في أبحاث دراسات الإعاقة التعليمية تدعي أن هذه الأبحاث علمية. معظم هذه الأبحاث تتألف من معتقدات وافتراضات، حيث أن الأبحاث ليست خالية من التأثير النظري، مما يؤدي إلى تأثر الملاحظات بالنظريات. قد تؤدي الإجراءات البحثية العلمية إلى موضوعية الأشخاص ذوي الإعاقة لأنهم يُنظر إليهم كمواضيع بدلاً من أشخاص.

### تعريف الشمول
تُبرز وجهة نظر دراسات الإعاقة التعليمية (DSE) اهتمامات وأصوات الطلاب ذوي الإعاقة في تعليمهم. يرفض علماء دراسات الإعاقة التعليمية نماذج العجز المتعلقة بالإعاقة ويفترضون أن جميع الأطفال لهم الحق في الوصول المتكافئ، الكامل، والهادف إلى الفرص التعليمية. في نفس الوقت، يدرك علماء دراسات الإعاقة التعليمية أن التربية الخاصة ≠ التعليم الشمولي ≠ دراسات الإعاقة في التعليم. عندما يتم تعريف الشمول في الفصول الدراسية، لا يوجد تعريف محدد. بل يُنظر إليه على أنه سياسة تم إنشاؤها في مجال التعليم لدمج الأطفال ذوي الإعاقة وغير المعاقين. عند إنشاء هذا المنظور حول الشمول، تم النظر إليه على أنه نهج يعتمد على التعليم أكثر من دمج الإعاقة في التعليم. يمكن دعم هذا النهج التعليمي من خلال مناهج شاملة يتم فيها تعليم وتقليد تقاطعية الهويات. من خلال فهم الإعاقة عند تقاطع العرق، الجنس، والهوية الجنسية، وما إلى ذلك، من المرجح أن يتفاعل الطلاب مع المناهج الدراسية ويشعرون بالتمثيل، مما يعزز فهمًا أعمق لما يعنيه الشمول من حيث الهوية والإعاقة.
لم يكن الشمول دائمًا مقبولاً. كانت هناك أحداث تاريخية هامة ساعدت في إنشاء بيئات تعليمية شاملة. تعود بعض المحاولات المبكرة لخلق تعليم شامل إلى قرار المحكمة العليا للولايات المتحدة في قضية براون ضد مجلس التعليم في عام 1954، الذي حظر التعليم العام العنصري. على الرغم من أن هذا القرار لم يؤثر بشكل مباشر على مجتمع الإعاقة، إلا أنه حكم بأن الفصل في المدارس غير دستوري، مما مثل بداية لدمج جميع الطلاب في الفصول الدراسية. ثم جاء قانون إعادة التأهيل لعام 1973، وبالتحديد الفقرة 504 من قانون إعادة التأهيل، الذي تم بموجبه تضمين الأشخاص ذوي الإعاقة في حقوقهم المدنية في الولايات المتحدة. سمح ذلك بتقديم التسهيلات التي تضمن المشاركة الكاملة والدمج في المدارس. أجبرت الفقرة 504 المدارس على تعزيز بيئة أكثر شمولية وضمنت أن الطلاب ذوي الإعاقة حصلوا على فرص، فوائد، وإنجازات مماثلة للطلاب غير المعاقين. كان للفقرة 504 تأثير كبير على التعليم والدمج للأشخاص ذوي الإعاقة وتستمر في تطبيقها حتى الآن.